# John Francis Stanhope Coleridge
Sir John Francis Stanhope Coleridge, britanski general, * 1878, † 1951.